# Celestina Popa
Pour les articles homonymes, voir Popa.
Celestina Popa, née le 12 juillet 1970 à Ploiești, est une gymnaste artistique roumaine.

## Palmarès

### Jeux olympiques
- Séoul 1988
  -  médaille d'argent au concours par équipes

### Championnats du monde
- Montréal 1985
  -  médaille d'argent au concours par équipes

- Rotterdam 1987
  -  médaille d'or au concours par équipes